# José Manuel Fernandes (Politiker, 1966)

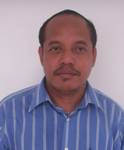
José Manuel da Silva Fernandes (2007)

José Manuel da Silva Fernandes (* 9. November 1966) Kampfname Nakfilak, ist ein osttimoresischer Politiker. Er ist Mitglied der linksorientierten FRETILIN.

## Werdegang
Während der indonesischen Besatzung bis 1999 kämpfte Fernandes gegen die Okupatoren im osttimoresischen Widerstand. Er war auch an den Protesten gegen die indonesische Besatzung beim Papstbesuch in Osttimor 1989 beteiligt. Erst später absolvierte er ein Jurastudium. Von 2005 bis 2011 war Fernandes Präsident der osttimoresischen Pfadfinderbewegung.
Im ersten Parlament Osttimors war Fernandes für die FRETILIN Abgeordneter von 2001 bis 2005. Hier war er Vorsitzender des Komitees B für Auswärtiges, Verteidigung und Nationale Sicherheit.
Vom 26. Juli 2005 bis zum 8. August 2007 war Fernandes Staatssekretär für Jugend und Sport, wofür er seinen Platz im Parlament gesetzesmäßig räumen musste. Dabei diente er unter den Premierministern Marí Alkatiri, José Ramos-Horta und Estanislau da Silva.
Mit Antritt der Regierung unter Xanana Gusmão wurde Fernandes abgelöst durch Miguel Manetelu. Auch der Wiedereinzug in das Parlament scheiterte, weil Fernandes auf der Parteiliste auf Platz 27 war, die FRETILIN aber bei den Parlamentswahlen in Osttimor 2007 nur 21 Sitze holte.
Am 5. Dezember 2007 rückte Fernandes für den verstorbenen FRETILIN-Abgeordnete Jacob Fernandes wieder in das Parlament nach. Hier wurde er Mitglied der Kommission für Beseitigung der Armut, ländliche und regionale Entwicklung und Gleichstellung der Geschlechter (Kommission E). Bei den Parlamentswahlen 2012 trat Fernandes nicht mehr an.
Fernandes ist seit mehreren Jahren stellvertretender Generalsekretär der FRETILIN. Außerdem war er von 2019 bis 2023 Mitglied des Nationalen Sicherheitsrates.